# Davido-Mikilskie
Davido-Mikilskie o Davido-Nikolskoye (en ucraniano: Давидо-Микільське en ruso: Давыдо-Никольское) es una población del raión de Krasnodon en el óblast de Lugansk, Ucrania.
- Datos: Q4153723